# Halgen
Halgen är en sjö i Åtvidabergs kommun i Östergötland och ingår i Vindåns huvudavrinningsområde. Sjön har en area på 0,37 kvadratkilometer och ligger 74,8 meter över havet. Sjön avvattnas av vattendraget Vindån (Fänån).

## Delavrinningsområde
Halgen ingår i det delavrinningsområde (645408-152887) som SMHI kallar för Inloppet i Västersjön. Medelhöjden är 80 meter över havet och ytan är 10,38 kvadratkilometer. Det finns inga avrinningsområden uppströms utan avrinningsområdet är högsta punkten. Avrinningsområdets utflöde Vindån (Fänån) mynnar i havet. Avrinningsområdet består mestadels av skog (59 procent), öppen mark (11 procent) och jordbruk (17 procent). Avrinningsområdet har 1,22 kvadratkilometer vattenytor vilket ger det en sjöprocent på 11,7 procent.